# Matias Malmberg
Matias Gunnar Malmberg (* 31. August 2000 in Frederiksberg) ist ein dänischer Radsportler, der Rennen auf Bahn und Straße fährt.

## Sportlicher Werdegang
Matias Malmberg ist ein Sohn der mehrfachen dänischen Radsport-Meisterin und Olympiateilnehmerin Hanne Malmberg und von Kim Gunnar Svendsen, ebenfalls Olympiateilnehmer.
2014 gewann Malmberg die Internationale Kids-Tour Berlin in der Kategorie U15. Im Alter von 16 Jahren wurde er mit Julius Johansen, Mathias Larsen und Johan Price-Pejtersen dänischer Meister der Elite in der Mannschaftsverfolgung. Bei den Junioren-Bahnweltmeisterschaften errang er mit Oliver Frederiksen Bronze im Zweier-Mannschaftsfahren. 2019 wurde er gemeinsam mit Lasse Norman Hansen dänischer Elite-Meister in dieser Disziplin. Beim Lauf des UCI Track Cycling Nations’ Cups 2021 in Hongkong errang er mit dem dänischen Vierer Silber in der Mannschaftsverfolgung sowie Bronze im Omnium.
Zur Saison 2022 wurde Malmberg Mitglied im dänischen UCI Continental Team ColoQuick.

## Erfolge

### Bahn
2014
- Internationale Kids-Tour Berlin (U15)

2016
- Dänischer Meister – Mannschaftsverfolgung (mit Julius Johansen, Mathias Larsen und Johan Price-Pejtersen)

2018
- Junioren-Weltmeisterschaft – Zweier-Mannschaftsfahren (mit Oliver Frederiksen)

2019
- Dänischer Meister – Zweier-Mannschaftsfahren (mit Lasse Norman Hansen), Dernyrennen (hinter René Dupont)[2]

2020
- Dänischer Meister – Omnium

2021
- Europameister – Mannschaftsverfolgung (mit Carl-Frederik Bévort, Tobias Hansen und Rasmus Pedersen)
- Europameisterschaft – Omnium
- Dänischer Meister – Zweier-Mannschaftsfahren (mit Radmus Pedersen)

### Straße
2022
- Dänischer U23-Meister – Straßenrennen
- eine Etappe Kreiz Breizh Elites (Mannschaftszeitfahren)